# スティーブン・シャーフスタイン
スティーブン・サミュエル・スティーブ・シャーフスタイン（Steven Samuel "Steve" Sharfstein、1942年7月2日 - ）は、アメリカ合衆国の精神科医である。彼は1991年から1995年までアメリカ精神医学会の事務局長、2002年から2004年まで副会長、2005年から2006年まで会長を務めた。また、シャーフスタインは2007年にアメリカ精神医学会から人権賞を受賞した。

## 来歴
シャーフスタインはニューヨーク市で生まれ、1964年にダートマス大学で学士号を取得した。彼は1968年のイェシーバー大学アルバート・アインシュタイン医学校の卒業生で、1969年から1973年までマサチューセッツ州精神保健センターで精神科の実習生だった。その間にジョン・F・ケネディ行政大学で行政学修士を取得した。彼はその後、ハーバード・ビジネス・スクールでアドバンスド・マネジメント・プログラムを終えた。彼は1992年からシェパード・プラット・ヘルス・システム（Sheppard Pratt Health System）の社長兼最高経営責任者（CEO）になっている。
彼はジョンズ・ホプキンス大学で精神医学の講師をしており、メリーランド大学で精神科の副主任と臨床教授を務めている。彼はアメリカ国立精神衛生研究所で、コンサルテーション／リエゾン精神医学と行動医学の研究だけでなく、精神保健サービスプログラムの部長を含め、様々な役職に就いた。
シャーフスタインは、グアンタナモ湾収容キャンプのような施設でテロ容疑者の拘留と尋問を支援する精神科医の医療倫理を含め、精神医学が直面しているいくつかの重要な問題に関わっている。彼は専門分野である生物精神医学論争について長々と話した。彼は、精神科医と製薬会社の間で発生することがある利害関係の対立についても懸念を示した。
彼の息子、ジョシュア・シャーフスタイン（Joshua Sharfstein）も医師であり、2009年、バラク・オバマ大統領によってFDAの第一副長官に任命された。